# Eduard Schlegel (Basketballspieler)
Eduard Schlegel (* 5. April 1966 in Kant (Kirgisistan)) ist ein ehemaliger deutscher Basketballspieler, der in den 1990er Jahren in der Basketball-Bundesliga für Oberelchingen auf dem Feld stand.

## Laufbahn
Schlegel wurde in der damaligen Sowjetrepublik Kirgisistan geboren. Er spielte Basketball beim Klub Frunse Kirgisien. Von 1994 bis 1999 spielte der 2,04 Meter große Flügelspieler mit dem SV Oberelchingen in der Basketball-Bundesliga, mit dem er auch im Europapokal antrat. Er erreichte mit Oberelchingen in den Spieljahren 1994/95, 1995/96, 1996/97 und 1998/99 jeweils das Viertelfinale der Bundesliga.
1999 wechselte er zur BG Ludwigsburg, mit der er als ungeschlagener Meister in die 2. Basketball-Bundesliga aufstieg. Im Anschluss an die Saison 2000/01 verließ er den Zweitligisten und spielte danach noch für die Sportvg Feuerbach in der Regionalliga.